# Kanzen-naru shiiku
Kanzen-naru shiiku (Nhật: おくりびと Hepburn: Kanzen-naru shiiku, tạm dịch: Yêu kẻ bắt cóc, tiếng Anh: The Perfect Education) là một bộ phim điện ảnh đề tài tâm lý tội phạm, khiêu dâm và lãng mạn của Nhật Bản năm 1999 do Wada Ben làm đạo diễn kiêm đồng sản xuất. Kịch bản phim được chắp bút bởi Shindô Kaneto, dựa trên cuốn tiểu thuyết Joshikôkôsei yuukai shiiku jiken của nữ nhà văn Matsuda Michiko. Đây là tác phẩm đầu tiên trong loạt phim điện ảnh dài kì Perfect Education. Phim có sự diễn xuất chính của Takenaka Naoto và Kojima Hijiri, bên cạnh đó là sự góp mặt của dàn diễn viên phụ gồm Kitamura Kazuki, Tsukamoto Shinya, Watanabe Eriko và Izumiya Shigeru.

## Tóm tắt nội dung
Trong lúc đang chạy tập thể dục, một nữ sinh 18 tuổi tên Kuniko Kabashima (Hijiri) bị một người đàn ông trung niên là Sadayoshi Iwazono (Naoto) bắt cóc và đem về căn hộ riêng. Sau khi lột đồ và trói Kuniko bất chấp sự chống trả của cô, Iwazono kể rằng ông từng đem lòng yêu một phụ nữ đã có hôn thê tên Mizue. Để chiếm được người trong mộng ông đã hãm hiếp Mizue và làm bà mang thai. Không lâu sau khi hai người kết hôn và sinh con, Mizue đã bỏ Iwazono mà đi. Dù bị Kuniko chỉ trích thậm tệ trong lúc kể chuyện, Iwazono nói rằng ông sẽ không hãm hiếp Kuniko mà mong muốn có một tình yêu có sự hòa quyện giữa tâm hồn và thể xác–một 'chuyện ấy' hoàn hảo, và ông sẽ là người "huấn luyện" cô nữ sinh đến cảnh giới đó. Những ngày kế tiếp, mỗi khi ra khỏi nhà Iwazono giam Kuniko trong căn hộ bằng cách dùng dây trói (sau này thay bằng còng tay) và lấy băng bịt miệng cô nữ sinh, còn lúc hai người ở nhà thì cùng sinh hoạt chung trong phòng.
Một ngày nọ, Iwanzono đưa Kuniko đi tắm suối nước nóng. Khi Kuniko chơi trò còng tay Iwanzono, cô mặc bộ đồng học sinh rồi nhân cơ hội trốn đi để lại ông trong phòng khách sạn, dù cho ông đã biết trước điều đó. Nhưng đi được nửa đường, cô nữ sinh nhận ra mình đã dành tình cảm cho Iwazono nên đành quay lại với ông, khiến ông vô cùng xúc động. Hai người quay trở về căn hộ của Iwazono và ông giới thiệu với những người hàng xóm rằng Kuniko là cháu gái đến thăm ông. Bước vào phòng, họ phát tiết tình cảm, âu yếm nhau rồi làm tình, kết quả là Iwazono đã phá trinh của Kuniko. Những ngày tiếp đó hai người thầm thương trộm nhớ lúc xa nhau vào ban ngày, để rồi khi Iwazono về nhà gặp lại Kuniko cả hai cuốn vào những cuộc "mây mưa" cuồng nhiệt, triền miên suốt nhiều ngày liền. Cứ sau mỗi lần lên giường hoặc âu yếm nhau, những tiếng động mà cặp đôi phát ra làm ảnh hưởng những người hàng xóm và khiến họ nghi ngờ về quan hệ giữa hai người. Cuối cùng thì sau vô số những màn ái ân, Iwazono đã "luyện" cho Kuniko đến cảnh giới hoàn hảo của tình yêu và tình dục mà ông mong muốn. Một ngày nọ Kuniko đi ra ngoài mua sắm, có người đã nhận ra cô bởi cô là người bị báo đã mất tích trong một thời gian dài. Và rồi Kuniko khai ra với cảnh sát chuyện của mình với Iwazono trong 68 ngày và thế là ông bị bắt giữ, nhưng vì Kuniko không cáo buộc Iwazono giam hãm mình nên ông được giảm nhẹ tội và bị phạt đi tù trong 3 năm. Phim kết thúc với cảnh Kuniko đang chạy bộ giống đầu phim, nhưng trong lòng còn vương vấn những chuyện đã qua của mình với Iwazono.

## Phân vai
- Takenaka Naoto vai Sadayoshi Iwazono
- Kojima Hijiri vai Kuniko Kabashima
- Kitamura Kazuki vai Tsuda
- Izumiya Shigeru vai Kawamata
- Watanabe Eriko vai Sakkiko

## Đánh giá
Tạp chí Variety nhận xét về Kanzen-naru shiiku, "Công thức quen thuộc về một thiếu nữ trẻ hấp dẫn được "huấn luyện" thành một nô lệ tình yêu bởi kẻ đã bắt cóc cô...đây là một tác phẩm nhẹ nhàng của Nhật, tránh lột tả tính hồi hộp và chiều sâu nhân vật nhằm ủng hộ đề tài khiêu dâm một cách hòa nhã.". Trang web Film Blitz chấm phim điểm C- và cho rằng phim "dường như có yếu tố S&M ở đây – phải chăng là 50 sắc thái của Geisha – với cái còng tay mà Iwazono đeo cho Kuniko giống như một biểu tượng cho mối quan hệ giữa họ?" Cây bút Matthew Hardstaff viết trên blog cá nhân của mình, "Tôi chắc chắn rằng bạn có thể tưởng phim kết thúc ra sao. 'Chuyện ấy hoàn hảo' sau cùng vẫn là điểm mấu chốt, nhưng đây lại là một kịch bản được viết bởi Shindô Kaneto (nổi tiếng với nghệ danh Onibaba"), xây dựng cốt truyện hướng đến mục tiêu trên một cách kì lạ. Tác phẩm nhanh chóng chuyển trạng thái từ một phim S&M tâm lý sang một bộ phim hài lãng mạn, mà gần như không có động cơ hay tính lô-gic nào để lý giải vì sao Kuniko lại hưởng ứng những động tác làm tình của Iwazono." Jasper Sharp thì vừa khen vừa chê bộ phim, "'A Perfect Education' do đạo diễn truyền hình kì cựu Wada Ben chỉ đạo là một tác phẩm tầm thường và nhạt nhẽo, xử lý khéo léo nhưng hời hợt và trên hết là cực kỳ ngớ ngẩn, dù cho có tất cả những lý do sai trái, nhưng đây vẫn là một bộ phim dễ xem và ăn khách một cách đáng ngạc nhiên."